# الورقة البيضاء حول الانتقال الوطني في كتالونيا
الورقة البيضاء حول الانتقال الوطني في كتالونيا هي ورقة بيضاء تحلل الجوانب المختلفة التي يجب مراعاتها في عملية الانتقال نحو كتالونيا المستقلة. الكتاب الذي نشرته حكومة كتالونيا عام 2014م، يتضمن جميع التقارير التي أعدها المجلس الاستشاري للمرحلة الانتقالية الوطنية وملخصًا لتلك التقارير التي أعدها أمين المجلس.